# إيما واتكينز
إيما واتكينز (بالإنجليزية: Emma Watkins) هي فنانة ومغنية وراقصة أسترالية للأطفال، ولدت في 21 سبتمبر 1989 في سيدني في أستراليا.

## حياتها
بدأت واتكينز رقص الباليه في سن الرابعة وتأثرت بأداء فرقة ويجلز في الرقص الأيرلندي ثم درست أنماطًا أخرى من الرقص مثل الجاز، الهيب هوب، الراب، والرقص المعاصر. التحقت بكلية ماكدونالد للفنون المسرحية وحصلت على منحة دراسية كاملة في مدرسة سيدني للأفلام وأكملت شهادة في المسرح الموسيقي في ED5 الدولية في سيدني. حصلت أيضًا على درجة الماجستير في فنون الإعلام والإنتاج من جامعة التكنولوجيا في سيدني.
إلى جانب تدريس الرقص للأطفال منذ المدرسة الثانوية، شاركت في أفلام بوليوود، تعلمت الطبول وآلات الإيقاع وفازت بلقب تفاح السيدة غراني سميث عام 2009. كما بدأت تعلم لغة الإشارة الأسترالية بحلول عام 2012، ومنذ عام 2021 كانت تتابع بحث الدكتوراه حول لغة الإشارة والرقص.

## حياة مهنية
2010–2021: ذا ويجلز
في عام 2010، بدأت واتكينز الأداء مع فرقة ويجلز حيث ظهرت بأدوار مختلفة مثل الجنية لاريسا، يهز الكلب، ودوروثي الديناصور. كما استخدمت مهاراتها في صناعة الفيديو أثناء الجولات. في مايو 2012 أعلنت الفرقة عن انضمامها كأول امرأة في تاريخها لتحل محل العضو المؤسس جريج بيج. الأعضاء الأصليون أوضحوا أن اختيارها كان بسبب كفاءتها وأيضًا كجزء من استراتيجية لتسويق الفرقة للجيل الجديد.
وصفت ليزا تولين من وكالة أسوشيتد برس واتكينز بأنها نموذج قوي للفتيات. تميزت بإطلالتها بأقواس الشعر الصفراء التي أصبحت جزءًا من مظهرها المميز. شعبيتها الكبيرة أدت إلى إنتاج برنامجها المنفرد إيما في عام 2015 حيث أصبحت علامة "إيما" تمثل حوالي 50٪ من مبيعات منتجات ويجلز بحلول 2021.
في سبتمبر 2019، بدأت واتكينز تقديم برامج إذاعية على محطة سموث اف ام في سيدني وملبورن. في أكتوبر 2020 ظهرت في فيديو موسيقي لسامانثا جيد، وانضمت لاحقًا لفرقة نسائية لتكريم المغنية هيلين ريدي في حفل توزيع جوائز ARIA لعام 2020.
في يونيو 2018، أفادت التقارير أن إيما استحوذت على نحو 8٪ من ملكية العلامة التجارية ذا ويجلز، بالإضافة إلى تعيينها كمديرة للشركة. في أكتوبر 2021 أعلنت عن مغادرتها الفرقة ليتم استبدالها بـ تسيهاي هوكينز.

###### 2022–حتى الآن: إيما ميمما
في أوائل عام 2022، ألمحت إيما إلى تقديم شخصية ترفيهية جديدة للأطفال باسم "إيما ميما" عبر وسائل التواصل الاجتماعي. تم تصميم هذه الشخصية لتجمع بين الغناء، الرقص، ولغة الإشارة. في يوليو 2022 أعلنت شركة هيدسبينر للإنتاج شراكتها مع واتكينز لإطلاق مسلسل تلفزيوني جديد لمرحلة ما قبل المدرسة بعنوان إيما ميما: الغناء والرقص والإشارة حيث تولت واتكينز دور المنتج التنفيذي من خلال شركتها Apricot Sea.
في فبراير 2023، أصدرت واتكينز كتابًا بعنوان مرحبًا، إيما ميما والذي رافق الشخصية والموسيقى والمسلسل التلفزيوني القادم.
خلال هذه الفترة، شاركت إيما في الموسم الرابع من النسخة الأسترالية لبرنامج المغني المقنع بدور "غيبوبة" واحتلت المركز الثامن. كما ظهرت كمتسابقة مشهورة في عرض خاص بعيد الميلاد لعام 2022 من برنامج ليغو ماسترز أستراليا. بالإضافة إلى ذلك قدمت السرد لسلسلة الأطفال مدرسة ايه بي سي ريف في عام 2022.
في يونيو 2023، أصدرت واتكينز كتابًا آخر للأطفال بعنوان إيما ميمما: كيف حالك؟؟ إلى جانب أول كتاب أنشطة لها بعنوان كتاب أنشطة ملصقات إيما ميمما. ثم في عام 2023 شاركت في الموسم السابع من السباق المذهل في أستراليا مع أختها هايلي واتكينز حيث تعادلتا في المركز الأول مع فريقين آخرين.
في أكتوبر 2023، أصدرت واتكينز كتابها الثالث لقصص الأطفال بعنوان يوم أبجدية إيما ميما، والذي يحتوي على رسوم توضيحية تعلم الأبجدية بلغة الإشارة الأسترالية. كما أصدرت كتاب أنشطة آخر بعنوان كتاب الحرف اليدوية لإيما ميما.

## الحياة الشخصية
تزوجت إيما وزميلها في فرقة ذا ويجلز لاكلان جيليسبي في 9 أبريل 2016 في حفل أقيم في هوبوود هاوس، باورال، نيو ساوث ويلز. ومع ذلك في 3 أغسطس 2018 أعلن الثنائي انفصالهما.
في أبريل 2018، اضطرت إيما إلى الانسحاب من العديد من العروض بسبب الألم الناتج عن التهاب بطانة الرحم الشديد. بعد تشخيص إصابتها بالانتباذ البطاني الرحمي في المرحلة الرابعة، خضعت لعملية جراحية. أشار أخصائيها البروفيسور جيسون أبوت إلى أن حديث واتكينز عن تجربتها ساهم بشكل كبير في زيادة الوعي حول هذه الحالة الصحية.
في 5 أبريل 2021، أعلنت إيما خطوبتها على أوليفر برايان وهو موسيقي عمل مع فرقة ويجلز، حيث بدأ الثنائي في المواعدة في ديسمبر 2019. تزوجت واتكينز وبرايان في 2 مايو 2022.

## وصلات خارجية
- إيما واتكينز على موقع IMDb (الإنجليزية)
- إيما واتكينز على موقع ميوزك برينز (الإنجليزية)
- إيما واتكينز على موقع ميوزك برينز (الإنجليزية)
- إيما واتكينز على موقع ديسكوغز (الإنجليزية)
- إيما واتكينز على موقع قاعدة بيانات الفيلم (الإنجليزية)